# ديوي ارين
ديوي ارين (بالإنجليزية: Dewey Warren)‏ هو لاعب كرة قدم أمريكية أمريكي، ولد في 7 مايو 1945 في سافانا في الولايات المتحدة.

## وصلات خارجية
- ديوي ارين على موقع مرجع كرة القدم المحترفة.كوم (الإنجليزية)